# Väinö Hannikainen
Väinö Aatos Hannikainen (ur. 12 stycznia 1900 w Jyväskylä, zm. 7 sierpnia 1960 w Kuhmoinen) – fiński kompozytor i harfista.

## Życiorys
Syn Pekki Hannikainena. Studiował w Helsinkach (1917–1920) i Berlinie (1921–1923). Od 1923 do 1957 roku był pierwszym harfistą orkiestry symfonicznej w Helsinkach. Zbierał i opracowywał ludowe pieśni i tańce z regionu północnej Karelii. Skomponował m.in. Koncert na harfę i orkiestrę, balet Onnen linna oraz liczne pieśni.